# راشيل هوارد
راشيل هوارد (بالإنجليزية: Rachel Howard)‏ (30 نوفمبر 1977 بويلينغتون في نيوزيلندا - ) هي لاعبة كرة قدم نيوزلندية في مركز حراسة المرمى، شاركت في الألعاب الأولمبية الصيفية 2008. وشاركت مع منتخب نيوزيلندا الوطني لكرة القدم للنساء. أما مع النوادي، فقد لعبت مع PSV Nürnberg ‏ وTSV Crailsheim ‏.

## وصلات خارجية
- راشيل هوارد على موقع الاتحاد الدولي (مؤرشف)  (الإنجليزية)
- راشيل هوارد على موقع قاعدة بيانات كرة القدم.إي يو (الإنجليزية)
- راشيل هوارد على موقع أوليمبيديا (الإنجليزية)
- راشيل هوارد على موقع اللجنة الأولمبية النيوزيلندية (الإنجليزية)